# Malcolm Preserve
Malcolm Preserve ist ein 11 Acres (4,5 ha) großes Naturschutzgebiet bei der Stadt Carlisle im Bundesstaat Massachusetts der Vereinigten Staaten, das von der Organisation The Trustees of Reservations verwaltet wird.

## Schutzgebiet
Das vergleichsweise kleine Areal, das von den Trustees gemeinsam mit der Carlisle Conservation Foundation bewirtschaftet wird, repräsentiert den Zugang zum mit mehr als 1.200 Acres (4,9 km²) wesentlich größeren Schutzgebiet Estabrook Woods, das über einen 3 mi (4,8 km) langen Wanderweg erreichbar ist. Das Schutzgebiet verfügt daneben über einen auch für Rollstuhlfahrer geeigneten, befestigten Weg von 0,5 mi (0,8 km) Länge.
Das Gelände war früher Teil einer 38 Acres (15,4 ha) großen Farm, auf der neben Himbeeren, Erdbeeren, Äpfeln, Pflaumen und Birnen auch verschiedene Gemüsesorten und Schnittblumen angebaut wurden.